# Société des amis de Victor Hugo
La Société des Amis de Victor Hugo est une association française, constituée le 6 janvier 2000. Les fondateurs sont : Arlette Albert-Birot, Nicole Carrière, Marie Hugo, Jean-Claude Carrière, Arnaud Laster, André Lhomme, Jean-Paul Papot.

## Statuts
La Société des Amis de Victor Hugo, se donne pour but de « contribuer au rayonnement de la pensée et de l’œuvre de Victor Hugo »,. Son comité d’honneur est composé de  personnalités du monde de la politique, des sciences et des arts. Dès la fin de sa première année d’existence, la SAVH a compté plusieurs centaines de membres, sans doute sous l'impulsion du bicentenaire de la naissance de Victor Hugo. La SAVH a participé activement à la célébration de ce bicentenaire en collaborant notamment avec le Ministère de la culture à la rédaction du répertoire des manifestations. Dans le même temps, le Ministère de l’éducation nationale se dotait d’une cellule chargée de coordonner dans les écoles, les collèges et les lycées, les manifestations du bicentenaire. 

## Présidents
Antoine Duhamel a succédé à Marie Hugo à la présidence en 2006.  Depuis 2011,  c'est  Arnaud Laster qui assure cette présidence,.
Michel Butor a succédé à Lauretta Hugo à la présidence d'honneur en 2006. En 2016 c'est Robert Badinter qui devient président d'honneur.

## Revue annuelle et la lettre d'information hebdomadaire
L’Association publie chaque année, depuis 2001, L’Écho Hugo, bulletin de l'association créé par Danièle Gasiglia-Laster.  Sont déjà parus  21 numéros ainsi qu'un hors série.
L'Echo Hugo propose des articles originaux, des points de vue d’écrivains de notre temps sur Hugo - ont déjà été publiés ceux de Michel Butor (qui fut président d'honneur de l'association), Philippe Forest, Bernard Noël, Georges-Emmanuel Clancier, Hubert Haddad, Zéno Bianu, Victor Haïm, Robert Badinter (actuel président d'honneur) -  des comptes rendus de livres et de spectacles, des reportages, des documents inédits ou rares, des rubriques comme « Victor Hugo sur les réseaux sociaux », « Victor Hugo et la Philatélie » ou encore « Victor Hugo et la carte postale », des informations en lien avec Victor Hugo. 
Une lettre d’information hebdomadaire concernant l’actualité hugolienne et rédigée par Arnaud Laster leur est également envoyée par courrier électronique.

## Festival
La Société des Amis de Victor Hugo a suscité la création du Festival Victor Hugo et Egaux qui montre chaque année, depuis 2007,  toutes les formes sous lesquelles l’œuvre de Victor Hugo et celle d’un autre grand écrivain auquel est parallèlement rendu hommage sont diffusées. Ce festival doit son titre à une phrase de Victor Hugo dans son William Shakespeare : « L’art suprême est la région des égaux ».  Il a pour but de faire mieux connaître des œuvres du passé mais a également une dimension de création contemporaine : des œuvres d’aujourd’hui inspirées par Hugo ou par l’écrivain qui lui est associé sont créées ou reprises (sur scène ou sur écran). Depuis 2007, 17 festivals ont déjà été organisés par la Société des Amis de Victor Hugo. Parallèlement à Hugo, le festival a rendu hommage à : Marcel Proust, Voltaire, Molière, William Shakespeare, Jacques Prévert, George Sand, Honoré de Balzac, Léon Tolstoï, Strindberg, Alexandre Dumas père, Colette, les sœurs Brontë, Gustave Flaubert, Virginia Woolf, Romain Gary, Fiodor Dostoïevski.  